# Championnat du monde de softball
Le Championnat du monde de softball est une compétition continentale mettant aux prises les sélections nationales sous l'égide de la Confédération internationale de baseball et softball (WBSC). Cette épreuve se joue tous les deux ans.

## Palmarès

### Hommes
| Année | Lieu                  | Or                                 | Argent                               | Bronze                      |
| ----- | --------------------- | ---------------------------------- | ------------------------------------ | --------------------------- |
| 1966  | Mexico                | États-Unis                         | Mexique                              | Nouvelle-Zélande            |
| 1968  | Oklahoma City         | États-Unis                         | Canada                               | Mexique                     |
| 1972  | Marikina              | Canada                             | États-Unis                           | Nouvelle-Zélande            |
| 1976  | Lower Hutt            | Canada États-Unis Nouvelle-Zélande | compétition interrompue par la pluie | 3 médailles d'or attribuées |
| 1980  | Tacoma                | États-Unis                         | Canada                               | Bahamas                     |
| 1984  | Midland               | Nouvelle-Zélande                   | Canada                               | États-Unis                  |
| 1988  | Saskatoon             | États-Unis                         | Nouvelle-Zélande                     | Canada                      |
| 1992  | Manille/Pasig         | Canada                             | Nouvelle-Zélande                     | États-Unis                  |
| 1996  | Midland               | Nouvelle-Zélande                   | Canada                               | Japon                       |
| 2000  | East London           | Nouvelle-Zélande                   | Japon                                | États-Unis                  |
| 2004  | Christchurch          | Nouvelle-Zélande                   | Canada                               | Australie                   |
| 2009  | Saskatoon             | Australie                          | Nouvelle-Zélande                     | Canada                      |
| 2013  | Auckland              | Nouvelle-Zélande                   | Venezuela                            | Australie                   |
| 2015  | Saskatoon             | Canada                             | Nouvelle-Zélande                     | Venezuela                   |
| 2017  | Whitehorse            | Nouvelle-Zélande                   | Australie                            | Canada                      |
| 2019  | Prague/Havlíčkův Brod | Argentine                          | Japon                                | Canada                      |
| 2022  | Auckland              | Australie                          | Canada                               | États-Unis                  |

### Femmes
| Année | Lieu         | Or               | Argent           | Bronze           |
| ----- | ------------ | ---------------- | ---------------- | ---------------- |
| 1965  | Melbourne    | Australie        | États-Unis       | Japon            |
| 1970  | Osaka        | Japon            | États-Unis       | Philippines      |
| 1974  | Stratford    | États-Unis       | Japon            | Australie        |
| 1978  | San Salvador | États-Unis       | Canada           | Nouvelle-Zélande |
| 1982  | Taipei       | Nouvelle-Zélande | Taipei chinois   | Australie        |
| 1986  | Auckland     | États-Unis       | Chine            | Nouvelle-Zélande |
| 1990  | Normal       | États-Unis       | Nouvelle-Zélande | Chine            |
| 1994  | St. John's   | États-Unis       | Chine            | Australie        |
| 1998  | Fujinomiya   | États-Unis       | Australie        | Japon            |
| 2002  | Saskatoon    | États-Unis       | Japon            | Taipei chinois   |
| 2006  | Pékin        | États-Unis       | Japon            | Australie        |
| 2010  | Caracas      | États-Unis       | Japon            | Canada           |
| 2012  | Whitehorse   | Japon            | États-Unis       | Australie        |
| 2014  | Haarlem      | Japon            | États-Unis       | Australie        |
| 2016  | Surrey       | États-Unis       | Japon            | Canada           |
| 2018  | Chiba        | États-Unis       | Japon            | Canada           |
| 2022  | Birmingham   | États-Unis       | Japon            | Taipei chinois   |